# Marine, temps d’orage

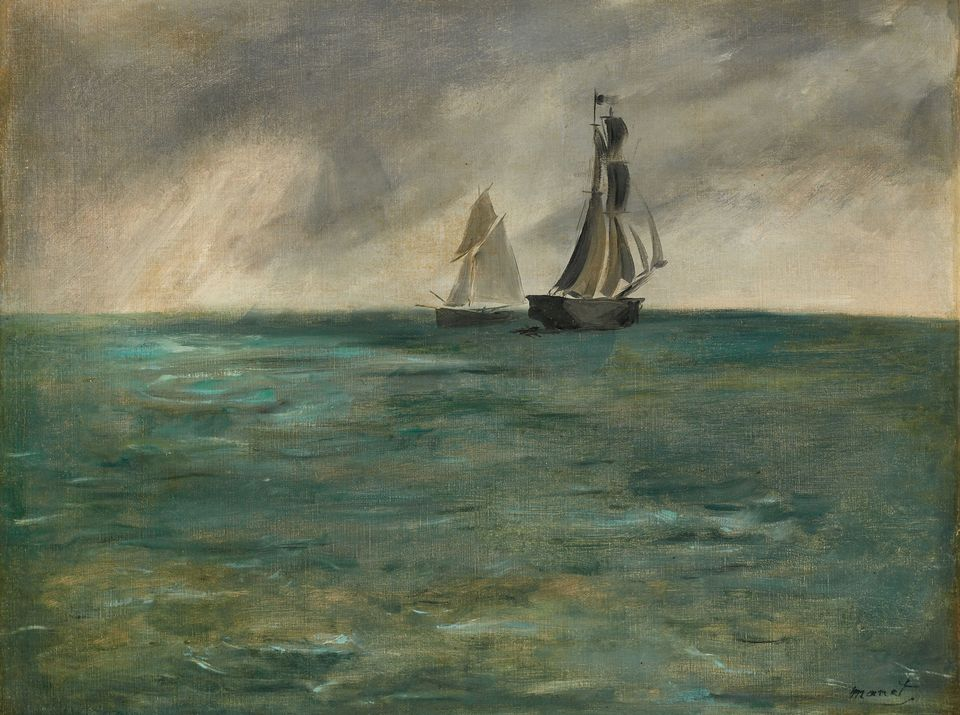
Marine, temps d’orage
Édouard Manet, um 1864–1868
55 × 72,5 cm
Öl auf Leinwand
Nationalmuseum für westliche Kunst, Tokio

Marine, temps d’orage ist der französische Bildtitel eines Gemäldes von Édouard Manet. Die deutschen Bildtitel variieren zwischen Seestück, bei Gewitter, Zwei Segelboote auf stürmischer See, Seestück mit Segelschiffen und Seestück. Das um 1864–1868 entstandene Bild ist in Öl auf Leinwand gemalt und hat eine Höhe von 55 cm und eine Breite von 72,5 cm. Es zeigt zwei Segelboote auf offener See mit dunklem Himmel und gehört zu einer Reihe von Seestücken, die Manet an der französischen Kanalküste schuf. Seit dem Zweiten Weltkrieg galt das Bild als verschollen, bevor es 2014 im Salzburger Haus von Cornelius Gurlitt entdeckt wurde. 2019 erwarb das Nationalmuseum für westliche Kunst in Tokio das Gemälde.

## Bildbeschreibung
Das Gemälde zeigt zwei Segelschiffe auf offenem Meer. Die beiden Schiffe befinden sich in einiger Entfernung nahe der Horizontlinie. Mehr als die Hälfte des Bildes nimmt das mit virtuoser Pinselführung in verschiedenen Grüntönen gemalte Meer ein. Darüber ist ein gelblicher Himmel gemalt, der zu großen Teilen von grauen Wolken verhangen ist. Direkt hinter den Schiffen reichen diese Wolken bis zur Wasseroberfläche, wodurch der Eindruck von Regen entstehen kann. Der französische Bildtitel Marine, temps d’orage spricht zwar von einem Unwetter und findet in dem deutschen Titel Seestück, bei Gewitter eine naheliegende Entsprechung, aber weder ein charakteristischer Blitz, noch besondere Wellen- oder Wolkenformationen lassen auf eine extreme Wettersituation schließen.
Die beiden Segelschiffe befinden sich etwa in der Mitte des Bildes. Das linke Boot ist von der Seite zu sehen. Es hat hellere Segel und steuert in Richtung des linken Bildrands. Das rechte Boot ist schräg seitlich von hinten dargestellt. Es steuert nach rechts in Richtung des Horizonts. Sein hoher Mast überragt das andere Boot deutlich und seine Takelung weist mehr Segel auf, als sie beim kleineren linken Boot zu sehen sind. Unklar ist, von welchem Standort der Maler auf das Meer blickt. Er könnte an der Küste stehen, aus einem Fenster blicken oder von einem anderen Schiff aus über das Wasser zu den beiden Schiffen schauen. Das Bild ist unten rechts mit „Manet“ signiert.

## Manets Seestücke – Datierung des Gemäldes
Manet hatte eine besondere Beziehung zur Seefahrt. Bevor er sich endgültig für einen künstlerischen Beruf entschied, strebte er zunächst eine Laufbahn als Marineoffizier an und brach 1848 mit dem Schulschiff Le Havre et Guadeloupe zu einer sechsmonatigen Reise nach Brasilien auf. Während der langen Zeit an Bord des Schiffes hatte er ausreichend Gelegenheit, das Meer bei verschiedenen Licht- und Witterungsverhältnissen zu studieren. Er kannte nicht nur das Schiff, auf dem er sich befand, sondern hatte auch zahlreiche andere Segelschiffe beobachtet. In einer Reihe von Briefen an seine Familie berichtete Manet von den Erlebnissen diese Seereise.
Das älteste bekannte Gemälde Manets, bei dem er sich des Themas Seefahrt annahm, stammt aus dem Jahr 1864. Das in diesem Jahr entstandene Bild Seegefecht zwischen der Kearsage und der Alabama zeigt ein Ereignis aus dem amerikanischen Sezessionskrieg, das sich vor der französischen Küste abspielte. Manet gehörte nicht zu den Augenzeugen dieses Gefechts, sondern schuf das Gemälde nach Pressemeldungen und -illustrationen in seinem Pariser Atelier. Erst einige Wochen später reiste er an die Kanalküste und hielt sich in den Sommerferien in Boulogne-sur-Mer auf. Ein zweiter Aufenthalt in Boulogne ist für das Jahr 1868 belegt. Während dieser Ferienaufenthalte fertigte er mehrere Skizzen und Aquarelle an, die später im Atelier als Vorlagen für einige Gemälde mit Meeresmotiven dienten. Insbesondere in Manets Skizzenbuch aus dem Jahr 1868 finden sich eine Reihe von Bleistiftzeichnungen von Segelschiffen, die denen im Gemälde Marine, temps d’orage ähnlich sind und Vorarbeiten zum Gemälde sein könnten.

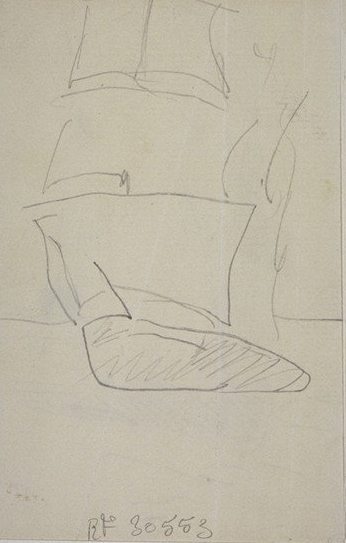
Édouard Manet: Étude d’un voilier, 1868, Louvre
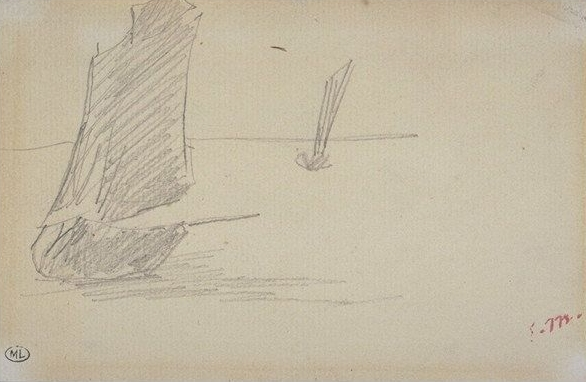
Édouard Manet: Deux voiliers en mer, 1868, Louvre
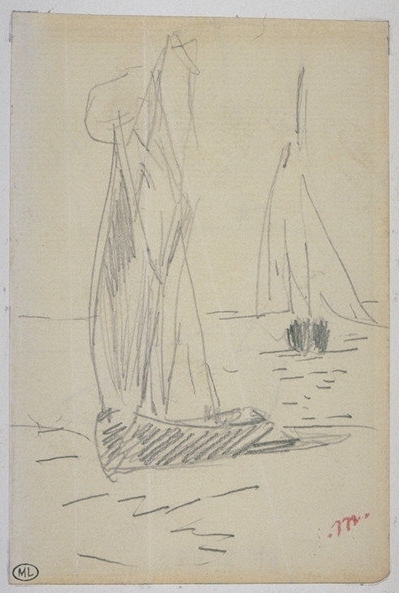
Édouard Manet: Deux voiliers en mer, 1868, Louvre
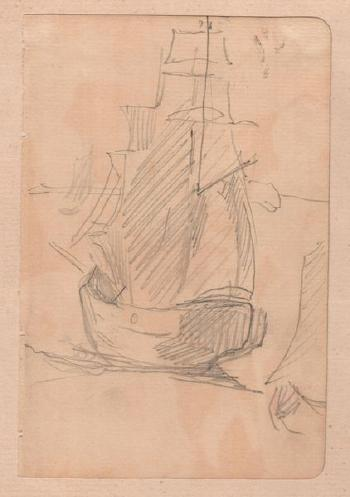
Édouard Manet: Croquis d’un voilier, 1868, Privatsammlung

Kunsthistoriker kamen bei der zeitlichen Einordnung von Manets Aquarellen und Gemälden mit Meeresmotiven zu unterschiedlichen Einschätzungen. Anlässlich der Ausstellung Manet and the Sea, die 2003–2004 in Chicago, Philadelphia und Amsterdam gezeigt wurde, fand erstmals eine genaue Untersuchung von Manets Seestücken statt, bei der einige Werke eine neue zeitliche Zuordnung erhielten. Wilson-Bareau/Degener haben im Katalog zu dieser Ausstellung das Gemälde Marine, temps d’orage aufgrund stilistischer Vergleiche mit anderen Meeresbildern der Jahre 1864–1868 in Verbindung gebracht, während zuvor verschiedene Autoren das Bild auf Anfang der 1870er Jahre datiert hatten.
Das 1864 entstandene Gemälde Ein Dampfer verlässt Boulogne (Art Institute of Chicago) weist wie Marine, temps d’orage eine weit nach oben gezogene Horizontlinie auf. Die verschiedenen Boote sind in diesem Bild nicht allein am Horizont platziert, sondern über weite Bereiche der Wasserfläche verteilt. Anders ist dies im auf 1864–1868 datierten Gemälde Segelschiffe auf dem Meer (Cleveland Museum of Art), in dem der Maler die Mehrzahl der Schiffe nahe dem Horizont positioniert hat. In diesem Bild gibt es ebenfalls eine weit nach oben gezogene Horizontlinie und die Darstellung der Wellen im Vordergrund gleicht denen in Marine, temps d’orage. In diese Zeit fällt auch das Bild Segelschiffe und Möwen (Privatsammlung), das eine ähnliche Motiv- und Farbauswahl aufweist. In einem weiteren Werk Manets findet sich auch die Reduzierung auf nur zwei Segelboote. Das um 1868 entstandene Gemälde Zwei Fischerboote (Privatsammlung) zeigt wie Marine, temps d’orage zwei Segelboote auf offenem Meer.

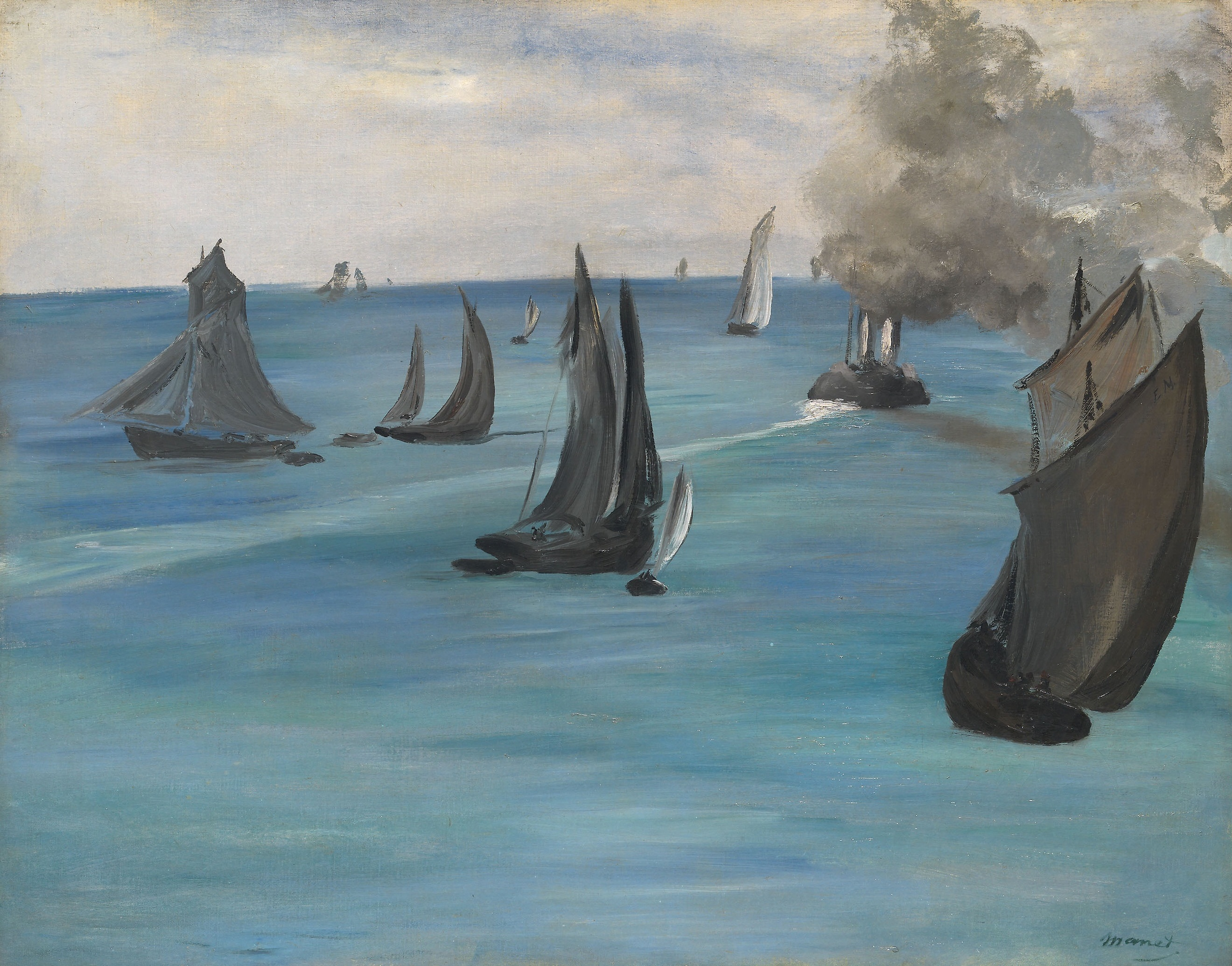
Édouard Manet: Ein Dampfer verlässt Boulogne, 1864, Art Institute of Chicago
Édouard Manet: Segelschiffe auf dem Meer, 1864–1868, Cleveland Museum of Art
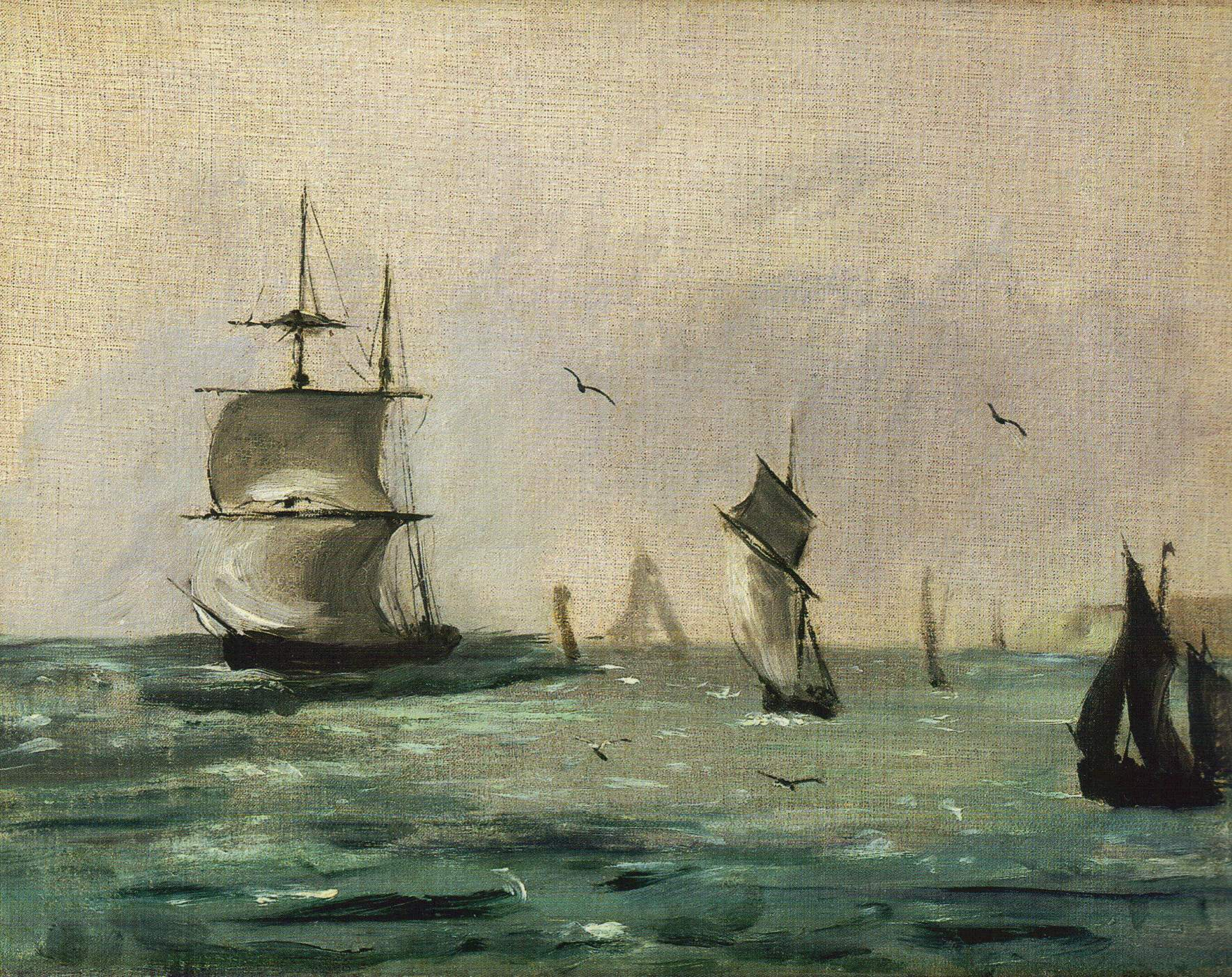
Édouard Manet: Segelschiffe und Möwen, um 1864–1868, Privatsammlung
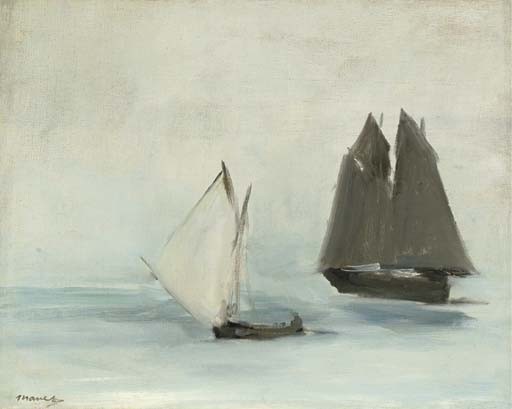
Édouard Manet: Zwei Fischerboote, um 1868, Privatsammlung

## Provenienz
Das Gemälde Marine, temps d’orage gehörte zu den Werken Manets, die sich nach seinem Tod 1883 im Atelier des Künstlers befanden und von seinem Patenkind Léon Leenhoff inventarisiert wurden. Bei Manets Nachlassauktion am 4. und 5. Februar 1884 im Auktionshaus Hôtel Drouot kam es mit der Bezeichnung Temps d’orange, marine als Nummer 80 zur Versteigerung. Für 400 Franc ersteigerte Léon Leenhoff das Bild für seine Mutter Suzanne Manet, die Witwe des Malers. Danach tauchte das Bild in der Sammlung von Charles Deudon auf, der zu den frühesten Förderern der Maler des Impressionismus gehörte. 1914 verkaufte Deudon das Gemälde an den Kunsthändler Paul Rosenberg, der es vermutlich im März 1922 für 53.000 Franc an den japanischen Kunstsammler Matsukata Kōjirō weiterveräußerte. Dieser lieh das Bild 1923 zur Ausstellung Výstava Francouzského Umení XIX. a XX. Století im Gemeindehaus Obecní dům in Prag aus und stellte es 1924–1925 für eine Ausstellung im California Palace of the Legion of Honor in San Francisco zur Verfügung. Bedeutende Teile von Matsukatas Sammlung befanden bei Ausbruch des Zweiten Weltkrieges in Frankreich, wo die Werke von Kōzaburō Hioki verwaltet wurden. Dieser verkaufte Manets Marine, temps d’orage zwischen 1940 und 1942 vermutlich an den Kunsthändler André Schoeller, der es am 25. September 1942 für 550.000 Franc an den Kunsthändler Raphaël Gérard weiterverkaufte. Gérard veräußerte das Bild am 5. Oktober 1942 für 700.000 Franc an Mathilde Gessler, von der er es am 17. Februar 1944 für einen unbekannten Betrag wieder zurückkaufte. Am 25. März 1944 gelangte das Bild für 900.000 Franc an den Dresdener Kunsthändler Hildebrand Gurlitt, der sich nach dem Zweiten Weltkrieg in Düsseldorf niederließ. 1956 erbte sein Sohn Cornelius Gurlitt das Gemälde Marine, temps d’orage. Der Verbleib des Bildes blieb der Öffentlichkeit mehrere Jahrzehnte verborgen, bevor es 2014 zusammen mit anderen Kunstwerken im Wohnhaus von Cornelius Gurlitt in Salzburg auftauchte, wo es von den Steuerbehörden beschlagnahmt wurde. Das Gemälde gehört zu den Werken, die Cornelius Gurlitt 2014 dem Kunstmuseum Bern vererbt hat. Nach Überprüfung der Eigentumsverhältnisse entschied das Kunstmuseum, Marine, temps d’orage am 1. November 2019 für vier Millionen US-Dollar an das Nationalmuseum für westliche Kunst in Tokio zu verkaufen, in dem sich zahlreiche Werke der ehemaligen Sammlung Matsukata befinden. Das Kunstmuseum Bern wollte mit dem Erlös einen finanziellen Ausgleich für die mit der Annahme der Gurlitt-Sammlung entstandenen Kosten erzielen.